# Odliczanie (film)
Odliczanie (ang. Countdown) – amerykański film fantastyczny z 1967 roku w reżyserii Roberta Altmana.

## Obsada
- James Caan jako Lee Stegler
- Joanna Moore jako Mickey Stegler
- Robert Duvall jako Charles „Chiz” Stewart
- Barbara Baxley jako Jean
- Charles Aidman jako Gus
- Steve Ihnat jako Ross Duellan
- Michael Murphy jako Rick
- Ted Knight jako Walter Larson